# تقسیمات سیاسی ایران در زمان آریایی‌ها
ایرانیان در هزاره دوم پیش از میلاد (زمان آریایی‌ها) کنار رود‌های درون فلات ایران در تجمعات روستایی بی شماری می‌زیستند و به دامپروری و کشاورزی اشتغال داشتند. هر کدام از این تجمعات روستایی سرزمین بومی شان را «بوم جَگت» یا «بُن جَگت» (جایگاه ریشه‌ای)، و اتحادیة روستایی را «دِهیاوَ» (به معنی دهستان) می‌نامیدند.
در هر دهیاوَ تعدادی «ویس» (دهکده) وجود داشت که ساکنانش تیره‌های مختلف از یک «تُهمایَه» (تخمه، تبار) بودند. هر ویس از شماری «مانو» (خاندان) تشکیل شده بود و حکم یک خانواده بزرگ را داشت که جمعیت آن از یک دودمان و نوادگان یک پدر و مادر بودند و سر رشته شان به دوران‌های دور تاریخی می‌رسید. رئیس روستا که در حکم پدر خاندان بود «ویس پَئیتی» (پدر جماعت یا ریش سفید)، و هر کدام از اعضای روستا «ویس پوهر» (پور جماعت) نامیده می‌شد. رئیس اتحادیه روستایی متشکل از چند روستای هم تبار را «دِهیاوَ پَئیتی» (پدر دهستان) می‌گفتند.